# Future Generation
Future Generation – pierwszy album studyjny holenderskiego duetu Laserdance, wydany 1 stycznia 1987. Była to pierwsza płyta długogrająca z gatunku spacesynth, instrumentalnej muzyki elektronicznej, wyrosłej na gruncie muzyki italo disco. Kompozytorem i wykonawcą wszystkich utworów był Michiel van der Kuy. Producentem wykonawczym był Erik van Vliet. Płyta była kamieniem milowym w rozwoju muzyki spacesynth, udowadniając możliwość publikacji całego albumu w tym gatunku, a nie tylko pojedynczych singli, jak miało to miejsce przed jej publikacją. Wśród fanów i samego Michiela van der Kuya jest uznawana za najlepszą płytę w dorobku Laserdance.

## Spis utworów
1. "Power Run" – 4:37
2. "Humanoid Invasion" – 5:01
3. "Space Dance" – 4:50
4. "Goody's Return" – 5:13
5. "Future Generation" – 4:29
6. "Digital Dream" – 4:50
7. "Fear" – 5:30
8. "Laser Fear" – 4:59

## Historia nagrania
Michiel van der Kuy poznał producenta Erika van Vlieta w 1984 roku, już po pierwszym singlu wydanym przez van Vlieta pod szyldem Laserdance (kompozytorem utworu pod tytułem Laserdance był belgijski artysta Fonny de Wulf). W tym samym roku van der Kuy nagrał dla van Vlieta utwór Goody's Return, po czym został przyjęty do Laserdance jako kompozytor, aranżer i wykonawca. W 1986 roku Laserdance wydał kolejnego singla Humanoid Invasion, napisanego wspólnie przez van der Kuya i Ruuda van Esa. Rok później ukazał się Future Generation, debiutancki album Laserdance, jedyny w dorobku grupy, który można uznać za tzw. album koncepcyjny.

## Instrumentarium
Michiel van der Kuy stwierdził w wywiadzie, że studio, widoczne na fotografii wewnątrz wydania albumowego, nie było prawdziwym miejscem nagrania. Materiał do Future Generation w całości powstał w prywatnym studiu nagraniowym kompozytora.
- Roland JX-10
- Roland Juno-60
- Roland MSQ-100
- LinnDrum
- Korg DVP-1 Digital Voice Processor

## Single
Na singlach opublikowano trzy utwory: Power Run, Fear i Battle Cry. W 1988 roku ukazał się maxi singel Megamix vol. 1, zawierające mix utworów z Future Generation oraz utwór You and me, pochodzący z drugiej płyty Laserdance.